# Josep Bassó
Josep Bassó (Sant Feliu de Guíxols, 1626 - 1652) fou un compositor, organista, cantor i poeta català del segle xvii. Va ser monjo del Monestir de Montserrat.

## Biografia
La seva formació musical va ser a l'Escolania de Montserrat instruït pel mestre Joan March o Marqués (1582-1658). Bassó va ser condeixeble entre el 1632-1638 de Pere Joan Cererols (1618-1680) compositor català, músic, monjo benedictí i instrumentista.
La seva vida es va situar al Monestir de Montserrat, així doncs, el 27 d’octubre de l’any 1638 va ingressar a la vida monàstica prenent l’hàbit al monestir de Montserrat. Era un home dotat de nombroses habilitats, cosa que li va permetre ocupar càrrecs importants dins la comunitat com a lector de teologia moral i predicador principal. A més, destacava en diverses arts: era organista, compositor, gran cantor i poeta. Tanmateix, la seva vida va ser curta, ja que va morir en plena joventut abans de l’any 1653, data la qual coincideix amb el començament del llibre necrològic més antic que conserva aquest mateix monestir. Pel que fa a les seves obres, s'han perdut totes per la destrucció de l’arxiu de Montserrat l'any 1811 per les tropes franceses.
Segons es té documentat al catàleg núm. 81, 25 de L’Escola d’orgue del Monestir de Montserrat, Josep Bassó «[f]ue lindo organista, buen Compositor». També, en el Memorial de 1650, el pare Martí Marvà (1600-1678), esmenta Bassó com un dels deixebles del pare Marc que mantenien viu el prestigi de l’Escola de Montserrat.